# Idiognophomyia comstocki
Idiognophomyia comstocki là một loài ruồi trong họ Limoniidae. Chúng phân bố ở miền Tân bắc.